# Władysław Dragat

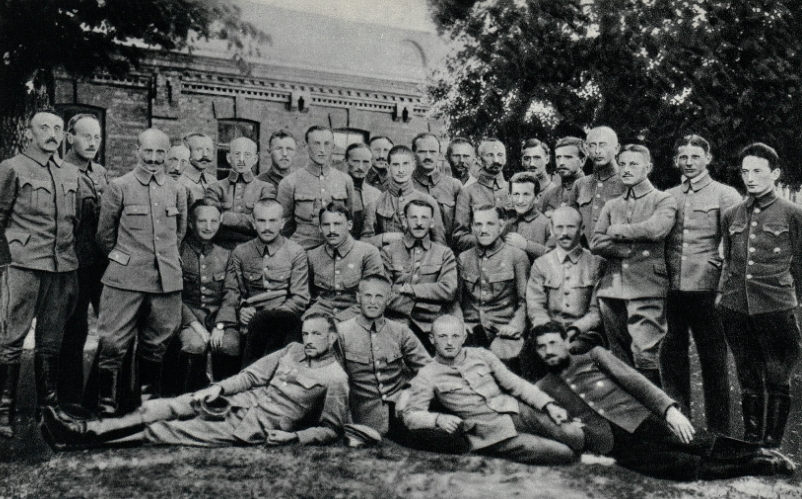
Grupa oficerów 1 Pułku Piechoty w obozie internowania w Benjaminowie (1917/1918). Pierwszy z prawej siedzi Władysław Dragat

Władysław Filip Dragat, ps. „Orzechowski” (ur. 26 maja 1885 w Warszawie, zm. 23 lipca 1958 w Chicago) – pułkownik piechoty Wojska Polskiego, kawaler Orderu Virtuti Militari.

## Życiorys
Urodził się 26 maja 1885 w Warszawie, w rodzinie Antoniego Jerzego i Felicji. W 1908 zdał egzamin dojrzałości w Krakowie. Następnie studiował w Politechnice Lwowskiej, uzyskując absolutorium. Był członkiem Związku Walki Czynnej i Związku Strzeleckiego, odbywając kurs oficerski.
Po wybuchu I wojny światowej był organizatorem półbatalionu we Lwowie, wraz z którym przystąpił do Legionów Polskich 13 października 1914 i został wcielony do 1 pułku piechoty w składzie I Brygady. W stopniu porucznika dowodził 4 kompanią I batalionu, zaś tymczasowo w trakcie bitwy pod Laskami 23 października 1914 kierował całym batalionem. Odniósł rany w bitwach: pod Krzywopłotami 17–18 listopada 1914, pod Łowczówkiem 24 grudnia 1914, pod Kostiuchnówką 4 lipca 1916, po której przebywał na leczeniu w Krakowie. Został awansowany do stopnia kapitana piechoty 1 listopada 1916. Po kryzysie przysięgowym był internowany w obozie w Beniaminowie. Został zwolniony w sierpniu 1918. Od tego czasu służył w szeregach Polskiej Siły Zbrojnej. Awansowany do stopnia majora 12 października 1918.
Po odzyskaniu przez Polskę niepodległości został przyjęty do Wojska Polskiego. Podczas wojny polsko-bolszewickiej w stopniu majora od marca (5 lub 15) 1919 do 1920 (22 lutego lub 8 marca) był p.o. dowódcy 1 pułku piechoty Legionów. Został awansowany do stopnia podpułkownika piechoty ze starszeństwem z dniem 1 czerwca 1919. Przechodząc z byłego Okręgowego Inspektoratu Piechoty w Dowództwie Okręgu Generalnego „Grodno”, od 18 września 1920 był sztabowym oficerem inspekcyjny piechoty w Dowództwie Okręgu Generalnego „Kielce”. 30 kwietnia 1921 roku został przydzielony do Centrum Wyszkolenia Piechoty w Rembertowie na stanowisko kierownika.
Od 11 stycznia 1922 dowodził 28 pułkiem Strzelców Kaniowskich w Łodzi. W czerwcu 1923 został przydzielony do Rezerwy Oficerów Sztabowych Dowództwa Okręgu Korpusu Nr IV z równoczesnym odkomenderowaniem na stanowisko komendanta Obozu Ćwiczeń Raducz na okres trzech miesięcy urlopu kuracyjnego ppłk. Kamila Jakescha. 1 marca 1924, w związku z likwidacją Rezerwy Oficerów Sztabowych przy Okręgach Korpusów, został przydzielony do 28 pp „ponad etat do pełnienia funkcji według dyspozycji dowódcy do czasu przydziału na stanowisko etatowe”. W tym czasie był prezesem Klubu Sportowego 28 pułku piechoty. W kwietniu 1924 został przeniesiony do 16 pułku piechoty w Tarnowie na stanowisko zastępcy dowódcy pułku. W październiku 1926 został przesunięty na stanowisko dowódcy pułku. Został awansowany do stopnia pułkownika piechoty ze starszeństwem z dniem 1 stycznia 1927. Od 1929 do 1930 był komendantem Doświadczalnego Centrum Wyszkolenia w Rembertowie. Od stycznia 1930 do 1934 pełnił funkcję dowódcy piechoty dywizyjnej 22 Dywizji Piechoty Górskiej. W tym czasie odbył VI Kurs w Centrum Wyższych Studiów Wojskowych, trwający od 10 listopada 1931 do 15 lipca 1932. W 1932 był zweryfikowany z lokatą 1 na liście starszeństwa pułkowników awansowanych 1 stycznia 1927. W 1934 został przeniesiony na stanowisko pomocnika dowódcy Okręgu Korpusu Nr III ds. uzupełnień w Grodnie. Z dniem 31 sierpnia lub października 1935 został przeniesiony w stan spoczynku. Do 1939 był przewodniczącym sądu koleżeńskiego Zarządu Okręgu Stołecznego Związku Legionistów Polskich w Warszawie. Od 2 maja 1939 był członkiem Sądu Honorowego odznaczonych Krzyżem i Medalem Niepodległości.
Po wybuchu II wojny światowej i kampanii wrześniowej był internowany w Rumunii, skąd został wydany Niemcom. Był osadzony w Oflagu VI E Dorsten i VI B Dössel. U kresu wojny odzyskał wolność po wyzwoleniu przez aliantów.
Po wojnie wyemigrował do Stanów Zjednoczonych. Zmarł 23 lipca 1958 w Chicago.

## Ordery i odznaczenia
- Krzyż Srebrny Orderu Wojskowego Virtuti Militari[26] nr 7064
- Krzyż Niepodległości (20 stycznia 1931)[27]
- Krzyż Kawalerski Orderu Odrodzenia Polski
- Krzyż Walecznych[26] (dwukrotnie)
- Złoty Krzyż Zasługi (10 listopada 1928)[28][26]
- Medal Pamiątkowy za Wojnę 1918–1921[26]
- Medal Dziesięciolecia Odzyskanej Niepodległości[26]
- Krzyż Żelazny II klasy (1916, Prusy)[29]
- Medal Pamiątkowy 1918–1928 (1929, Łotwa)[30]